# Paramastax montealegre
Paramastax montealegre is een rechtvleugelig insect uit de familie Eumastacidae. De wetenschappelijke naam van deze soort is voor het eerst geldig gepubliceerd in 2011 door Porras.